# Charles Gmelin
Charles Henry Stuart Gmelin (nascut 28 de maig de 1872 a Krishnagar, l'Índia - mort 12 d'octubre, 1950 a Oxford) era un atleta britànic. Competí als Jocs Olímpics d'Estiu 1896.

## Vida personal
Gmelin naixia a Bengala, l'Índia, on el seu pare era un missioner cristià, però tornat a Anglaterra a una primera edat per escolaritzar. Se l'educava a Escola Universitària Magdalene i a Keble College. Gmelin era un esportista completament rodó que representava Oxford tant en futbol com en criquet.

## Rècord olímpic
Tenia la distinció de ser el primer atleta britànic per competir en la competició olímpica quan va acabar tercer en l'eliminatòria de 100 metres. No va arribar a la final.
Tenia més èxit als 400 metres on va acabar segon darrere Tom Burke dels Estats Units en la seva eliminatòria preliminar. Això el classificava per la final, on va quedar tercer darrere dels estatunidencs Tom Burke i Herbert Jamison en un temps de 55.6 segons.
Encara que cap no es donava cap premi al tercer classificat se li atribueix normalment com a guanyador de medalles de bronze.